# Resolución 1511 del Consejo de Seguridad de las Naciones Unidas
La resolución 1511 del Consejo de Seguridad de las Naciones Unidas fue adoptada por unanimidad el 16 de octubre de 2003, tras reafirmar resoluciones anteriores sobre el Iraq, en particular la 1483 (2003), la 1500 (2003) y la Resolución 1373 (2001) sobre el terrorismo. El Consejo instó a los países a contribuir a una fuerza multinacional para mantener la seguridad y pidió que se devolviera el poder al pueblo iraquí lo antes posible. 
Durante los debates previos a la adopción de la Resolución 1511, se presentó a los miembros del Consejo la opción de poner fin a la ocupación antes o aprobar una ocupación temporal más prolongada; finalmente eligieron esta última opción, autorizando efectivamente la presencia internacional en Iraq.  La resolución fue redactada por los Estados Unidos y patrocinada por Camerún, España y el Reino Unido.  

## Resolución
El Consejo de Seguridad reafirmó el derecho del pueblo iraquí a determinar su propio futuro político y controlar sus propios recursos naturales . El apoyo internacional para restablecer la estabilidad y la seguridad fue esencial para el bienestar del pueblo del Iraq. Acogió con satisfacción el anuncio del Consejo de Gobierno iraquí de preparar una conferencia para redactar una constitución . Mientras tanto, los atentados contra las embajadas de Jordania y Turquía, la mezquita del Imán Ali y la sede de las Naciones Unidas en Bagdad, el asesinato de un diplomático español y el asesinato de Aqila al-Hashimi fueron condenados como ataques contra el futuro del país.
Actuando en virtud del Capítulo VII de la Carta de las Naciones Unidas, el Consejo destacó el carácter temporal de la Autoridad Provisional de la Coalición y acogió con satisfacción la respuesta positiva de la comunidad internacional al establecimiento del Consejo de Gobierno.  Apoyó los esfuerzos del Consejo de Gobierno para movilizar al pueblo iraquí y determinó que el Consejo y sus ministros son los órganos principales de la administración provisional iraquí que encarna la soberanía iraquí. A este respecto, se pidió a la Autoridad Provisional que devolviera el poder al pueblo iraquí lo antes posible, mientras que se instó al Consejo de Gobierno a proporcionar un calendario para redactar una nueva constitución y celebrar elecciones .  Se reafirmó el papel de las Naciones Unidas en el país, a través de la Misión de Asistencia de las Naciones Unidas para el Iraq (UNAMI) y la prestación de ayuda humanitaria y para la reconstrucción económica, y se pidió al Secretario General Kofi Annan que proporcionara todos los recursos solicitados por el Consejo de Gobierno. 
Además, la resolución autorizó la creación de una fuerza multinacional para contribuir a la seguridad y estabilidad en Iraq protegiendo la infraestructura de las Naciones Unidas, la ayuda humanitaria y la infraestructura iraquí.  Se solicitaron contribuciones internacionales para la fuerza internacional y el Consejo de Seguridad revisaría la misión dentro de un año de la adopción de la resolución actual, mientras que los Estados Unidos, actuando en nombre de la fuerza, recibieron instrucciones de informar cada seis meses sobre los progresos realizados; habría poca supervisión de las actividades de la fuerza.  El Consejo destacó la importancia de establecer una policía y unas fuerzas de seguridad iraquíes eficaces, condenó los ataques terroristas en el país y expresó sus condolencias a las familias de las víctimas y al pueblo iraquí.
La parte final de la Resolución 1511 hizo un llamamiento a todos los países para que impidieran el tránsito de terroristas o financiación relacionada con ellos hacia Iraq. Se requiere más asistencia al pueblo iraquí para la reconstrucción y el desarrollo de su economía e infraestructura. Por último, el Consejo pidió la creación de una Junta Internacional de Asesoramiento y Supervisión y reiteró la necesidad de que el Fondo de Desarrollo para el Iraq se utilice de manera transparente.